# Mami (singolo Alexandra Stan)
Mami è un singolo della cantante rumena Alexandra Stan, pubblicato il 4 aprile 2018 ed è il terzo e ultimo singolo estratto dall'album omonimo.